# Цифровая библиотека Германии
Цифровая библиотека Германии (нем. Deutsche Digitale Bibliothek, DDB) — крупнейшая в Германии онлайн-библиотека. Над проектом создания работала большая группа специалистов с лета 2007 года. Решение о создании такого национального портала было принято правительством Германии в 2009 году. Сама библиотека была официально представлена 28 ноября 2012 года на презентации в Берлине.
В библиотеке на время открытия было собрано 5,6 миллиона книг, архивов, фотографий памятников, репродукций картин, аудиозаписей и фильмов. Со страниц сайта библиотеки можно попасть в один из музеев Берлина, заглянуть на выставку в Мюнхене, осмотреть памятники на улицах Дюссельдорфа в 3D или просмотреть старинный архив. Благодаря доступу к фондам процесс исследования и обучения должен стать проще.
DDB предоставляет доступ к фондам 1,8 тысячи культурных и научных учреждений, а в будущем их число должно увеличиться до 30 тысяч. Замысел взялись реализовывать сотрудники немецких библиотек, музеев, архивов и фильмотек вместе с государственными институтами. В перспективе планируется, что эта библиотека объединит все германские культурные и научные учреждения с их онлайн-библиотеками и интегрирует в европейский проект Europeana, открытый четырьмя годами ранее.
В отличие от поисковых систем Google или Yahoo! сайт новой библиотеки не преследует цели добиться максимального числа посетителей. Проект некоммерческий и основная ставка делается на качество, серьёзность и надёжность. Информация на портале тщательно проработана. Все культурные и научные институты дали право на её использование.
Создателям библиотеки приходится считаться с авторским правом, действующим в Германии. В связи с этим искусство, литература и научные труды XX — начала XXI века представлены достаточно скупо.